# アオダイ
アオダイ（学名：Paracaesio caerulea）は、スズキ目フエダイ科アオダイ属に属する海水魚の一種。

## 分布
小笠原諸島、神奈川県三崎近海、伊豆諸島、南大東島、和歌山県沖、高知県沖、パラオ海嶺、トカラ列島、南西諸島、台湾、東沙群島など。

## 形態
体は側扁し、側面から見ると楕円形。眼が大きく、吻部は短い。全長は通常30cmだが、最大50cmに達する。背鰭は棘条10本と軟条10本で、臀鰭は棘条3本と軟条8本で構成される。胸鰭は長い。鰭は淡い黄色で、背側は青く、腹側は銀色。

## 生態
餌は動物プランクトンなど。沖合の水深100m-250mの岩礁域に、群れをなして生息することが多い。

## 人とのかかわり
漁獲量が少なく、あまり馴染みがないとされる。奄美大島ではウンギャルマツ、ホタ等、沖縄ではシチューマチと呼ばれ、刺身、煮魚、丼等、各種郷土料理に利用されている。旬は夏から秋。